# Germaine Mason
Germaine Mason (ur. 20 stycznia 1983 w Kingston, zm. 20 kwietnia 2017 na Jamajce) – jamajski i brytyjski skoczek wzwyż. Medalista Letnich Igrzysk Olimpijskich w Pekinie. Od 2006 r. reprezentował barwy Wielkiej Brytanii.

## Kariera
Zdobywał srebrne i brązowe medale Mistrzostw Świata Juniorów w 2000 i 2002 r. Te ostatnie odbyły się w jego rodzinnym Kingston. Jego pierwszym osiągnięciem na wyższym szczeblu był złoty medal igrzysk panamerykańskich 2003 r. w Santo Domingo. Skoczył tam 2,34 m. W tym samym roku zajął 5. miejsce na Mistrzostwach Świata w Paryżu. W następnych sezonach zaliczył spadek do 2,25 m (2004) i 2,27 m (2005). Jednakże 2,25 m wystarczyło do brązowego medalu na Halowych Mistrzostwach Świata w Budapeszcie (ex aequo z Jaroslavem Baba i Ștefanem Vasilache).
Mason był uprawniony do reprezentowania Wielkiej Brytanii. Jego ojciec David urodził się w Londynie. W 2006 r. Mason zaczął startować dla Wielkiej Brytanii.
Mason zdobył srebro na Letnich Igrzyskach Olimpijskich w Pekinie wyrównując swój rekord życiowy 2,34 m. Przegrał tylko z Rosjaninem Silnowem, który skoczył 2,36 m.
Trenował go Sue Humphrey, który trenował też mistrza olimpijskiego z Atlanty – Charlesa Austina.
Był kuzynem brytyjskiego sprintera Simeona Williamsona.
Zginął 20 kwietnia w 2017 r. w wypadku motocyklowym.

## Sukcesy
| Rok  | Zawody                    | Miasto    | Miejsce | Wynik |
| ---- | ------------------------- | --------- | ------- | ----- |
| 2004 | Halowe mistrzostwa świata | Budapeszt | 3       | 2,25  |
| 2008 | Igrzyska olimpijskie      | Pekin     | 2       | 2,34  |

### Rekordy życiowe
- skok wzwyż (stadion) – 2,34 m (2003, 2008)
- skok wzwyż (hala) – 2,30 m (2003)